# Princess Hunter
Princess Hunter — будущая компьютерная игра в жанре cRPG, разрабатываемая студией Cavemen programmerz для Windows. 

## Сюжет
Стрелок, последний из рода легендарных воителей, ведёт жизнь простого искателя приключений. Защита караванов, схватки с чудовищами, поиски кур... деньги небольшие, но это честная работа. Всё меняется, когда ему приходит письмо от величайшего злодея в истории… и нового шефа. Предложение, от которого нельзя отказаться: разыщи принцесс со всего Многомирья и приведи их Алому Королю, чтобы тот смог выбрать из них достойную невесту.

## Игровой процесс
Геймплей Princess Hunter базируется на трёх основных механиках:
- Исследование уровней. Каждая глава - это отдельный мир со своими особенностями, местными жителями — дружелюбными и не очень. Уровени разделёны на полянки с тропинками-переходами между ними. На полянках Стрелок может найти полезные предметы, интерактивные объекты, разговорчивых NPC и агрессивно настроенных чиби-мобов. Исследуя локации, игрок приближается к главной цели главы - заполучить в отряд местную принцессу. Уровни нелинейные — у игрока всегда будет возможность вернуться назад, победить противника, который был ему не по зубам, закончить квест или просто насладиться красотами. С теми, кого Стрелок встретит по пути, он может поговорить: узнать что-нибудь полезное или взять квест. Но не все будут настроены мирно, и в этом случае не избежать схватки!
- Сражения. Пошаговые сражения в виде карточного баттлера. Первым ходит противник, который разыгрывает верхнюю карту своей колоды. Игрок выбирает одну из карт с руки, чтобы максимально эффективно ответить на атаку врага. Подобная система использовалась в игре Guild of Dungeoneering. Кроме того, Стрелок будет находить Артефакты с особыми свойствами, влияющими на ход боя. Чем-то отдаленно напоминает медальоны из Hollow Knight. Менять артефакты можно только в лагере.
- Нелинейные диалоги. После исследований и сражений, уставший Стрелок должен найти безопасное для ночлега место. Там он сможет не только набраться сил и подготовиться к новому дню, но ещё и получше узнать своих спутников. В игре будут вариативные диалоги и квесты, а также DateSim механики с компаньонами.